# Heremites septemtaeniatus
Heremites septemtaeniatus — вид сцинкоподібних ящірок родини сцинкових (Scincidae). Мешкає в Азії.

## Поширення і екологія
Heremites septemtaeniatus поширені від Анатолії через Близький Схід до південного Туркменістану і на південь до долини Євфрату в Сирії, а також в Аравії. Вони живуть у вологих долинах, навколо великих річок і зрошувальних каналів, а також серед каміння і скель у ваді. Живляться жуками, прямокрилими, тарганами, павуками, скорпіонами і равликами. Яйцеживородні, народжують 5-7 дитинчат.